# Pilotos de la muerte
Pilotos de la muerte es una película de comedia musical, deporte y aventura mexicana de 1962, dirigida por Chano Urueta, escrita por José María Fernández Unsáin y protagonizada por Germán Valdés «Tin-Tan», Adalberto Martínez «Resortes», Kitty de Hoyos, Teresa Velázquez y Lorena Velázquez, con la participación musical de Los Teen Tops. Esta es la única película en la que Tin-Tan y Resortes protagonizan exclusivamente juntos (ambos habían aparecido juntos en la película Yo quiero ser artista (1958) en una breve secuencia, y reaparecieron en Los fantasmas burlones (1965), pero en aquella ocasión junto con Manuel «Loco» Valdés y Antonio Espino «Clavillazo»). Esta película es la segunda parte de una trilogía de películas de comedia protagonizadas por las hermanas Velázquez, que comenzó con Dos criados malcriados (1960) y finalizó con ¡En peligro de muerte! (1962), ambas junto a Viruta y Capulina.

## Argumento
Octano Pérez (Germán Valdés «Tin-Tan») y Diáfano Ruiz (Adalberto Martínez «Resortes») son dos empleados de gasolinera que sueñan con poder asistir a una competición automovilística. Gracias a la promotora Diana Kochman (Kitty de Hoyos) reciben una invitación para acudir a un espectáculo de carreras acompañados por el piloto y acróbata Joaquín.

## Reparto
- Germán Valdés "Tin Tan" como Octano Pérez y Pérez.
- Adalberto Martínez "Resortes" como Diáfano Ruiz Solito.
- Kitty de Hoyos como Diana Kochman, helldriver de Octano y Diáfano.
- Teresa Velázquez como Ana.
- Lorena Velázquez como Guadalupe «Lupe».
- Dyno y los Teen Tops
- Antonio Raxel como Joaquín González.
- Raúl Meraz como Julio Benítez.
- Eduardo Alcaraz como El Barbas.
- Arturo Castro "El Bigotón" como Dueño de Tienda.
- Manuel Alvarado
- Alejandro Reyna
- Armando Acosta
- Armando Arriola
- René Barrera como Bill.
- Marcelo Chávez como Don Rafa.
- José Luis Fernández.
- Jesús Gómez como Policía.
- Pepe Hernández como Comisario.
- Nathanael León "Frankenstein" como Motociclista.
- Salvador Lozano como Sr. Contreras.
- José Wilhelmy como Blandito, hermano de Ana y Lupe.
- Fernando Yapur como Secuaz del Barbas.